# Беркетт, Редж
Ре́джиналд Хо́лси Бе́ркетт (англ. Reginald Halsey Birkett; 28 марта 1849 — 30 июня 1898), также известный как Редж Беркетт (англ. Reg Birkett) — английский футболист и регбист. Выступал за футбольный клуб «Клэпем Роверс», сборную Англии по футболу и сборную Англии по регби.

## Ранние годы и образование
Родился в Лондоне в семье хирурга Джона Беркетта и Луси Матильды Дженсон.
Окончил школу Уильма Джейкоба в Кане, а затем колледж Лансинг. Играл за футбольную команду колледжа.

## Футбольная карьера
Беркетт ещё со школы играл и футбол, и в регби. Выступал за клуб «Лансинг Олд Бойз». Затем начал играть за клуб «Клэпем Роверс», который имел как регбийную, так и футбольную команды. В футболе выступал на позиции вратаря. В сезоне 1878/79 помог футбольной команде «Клэпем Роверс» дойти до финала Кубка Англии, в котором его клуб с минимальным счётом 0:1 уступил клубу «Олд Итонианс»
В сезоне 1879/80 «Клэпем Роверс» вновь вышел в финал Кубка Англии, но на этот раз обыграл в нём «Оксфорд Юниверсити» со счётом 1:0.
5 апреля 1879 года провёл свой единственный матч за сборную Англии по футболу в товарищеской игре против сборной Шотландии, которая завершилась победой англичан со счётом 5:4.

## Регбийная карьера
Был важной фигурой во время создания Регбийного союза Англии. 26 января 1871 года Беркетт, представлявший клуб «Клэпем Роверс», стал одним из тринадцати членов первого комитета Регбийного союза Англии.
Реджиналд сыграл в первом в истории матче сборной Англии по регби против сборной Шотландии, который прошёл 27 марта 1871 года. Он стал автором первой попытки сборной Англии, хотя на тот моменту попытки не приносили очков. Луис Беркетт, брат Реджиналда, также играл за сборную Англии по регби, как и сын Реджиналда Джон.

## Личная жизнь и смерть
В 1881 году женился на Лизетт Кранден. У пары было двое сыновей: Джералд (род. 1883) и Джон (род. 1884). Джон впоследствии стал капитаном сборной Англии по регби.
Реджиналд работал в качестве агента по продажи кожи и меха.
Умер в возрасте 49 лет в Уимблдоне в результате падения с высоты в 20 футов. Он заболел дифтерией и во время лихорадки у него начался горячечный бред, во время которого он выбросился из окна своего дома.

## Достижения
«Клэпем Роверс»
- Обладатель Кубка Англии: 1880[10]
- Финалист Кубка Англии: 1879[10]